# Sowia Góra (powiat międzychodzki)
Sowia Góra – wieś sołecka w Polsce położona w województwie wielkopolskim, w powiecie międzychodzkim, w gminie Międzychód, przy drodze wojewódzkiej nr 160, w centrum Puszczy Noteckiej. Najdalej na północ wysunięta miejscowość w gminie.

## Historia

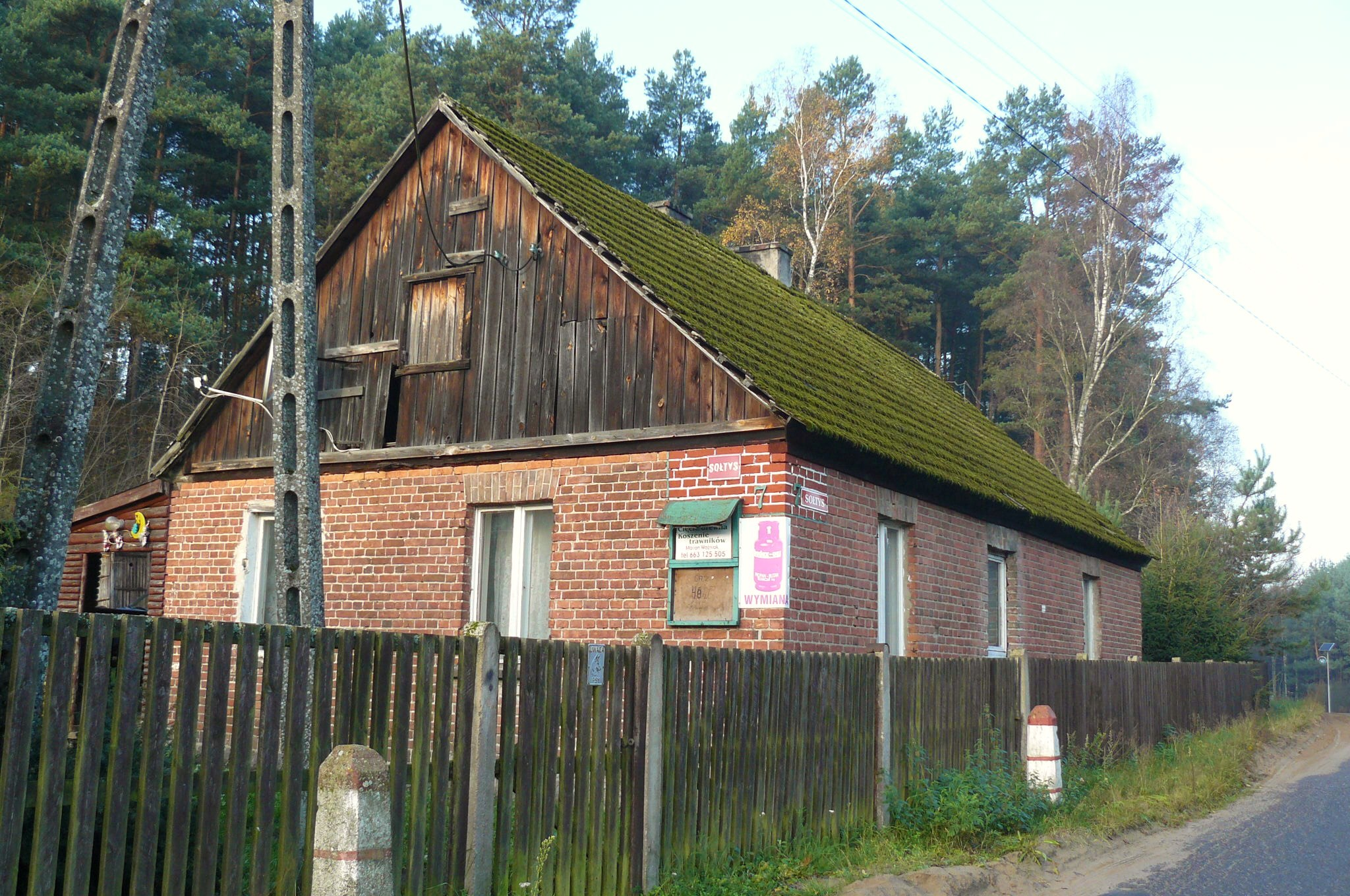
Stara zabudowa

Podobną nazwę nosiły już wcześniej wzniesienia na terenie Puszczy Noteckiej, np. Szowyagora koło Kwiejc. Obecną wieś w okresie Rzeczypospolitej Obojga Narodów założyli w 1702 Unrugowie z Międzychodu i była to osada olęderska o nazwie Hollendry Eylenburg.
W wyniku II rozbioru Rzeczypospolitej w 1793, miejscowość przeszła w posiadanie Prus i jak cała Wielkopolska znalazła się w zaborze pruskim. W okresie Wielkiego Księstwa Poznańskiego (1815-1848) miejscowość należała do wsi większych w ówczesnym pruskim powiecie Międzyrzecz w rejencji poznańskiej. Sowia Góra należała do okręgu międzychodzkiego tego powiatu i stanowiła część majątku Prusim, którego właścicielem był wówczas Reich. Według spisu urzędowego z 1837 roku wieś liczyła 109 mieszkańców, którzy zamieszkiwali 14 dymów (domostw). Wzmiankowana była wówczas także polana leśna Sowia Góra (1 dom, 7 osób).
W 1890 jako wieś i leśnictwo leżące w powiecie międzychodzkim opisał miejscowość XIX wieczny Słownik geograficzny Królestwa Polskiego. Wieś miała wówczas 20 domów i 130 mieszkańców w tym 2 katolików oraz 128 protestantów. Liczyła 108 hektarów powierzchni w tym 48 hektarów roli, 15 łąk oraz 26 lasu.
Od roku 1920 do 1939 wieś należała do II Rzeczypospolitej. W pobliżu znajdowała się granica polsko-niemiecka, biegnąca dzisiejszą granicą pomiędzy województwem lubuskim a województwem wielkopolskim. Działał tutaj posterunek celny (w domu z 1907, stojącym do dziś).
Stacjonowała placówka Straży Granicznej I linii „Sowia Góra”.
W latach 1975–1998 miejscowość administracyjnie należała do województwa gorzowskiego.
We wsi rosną okazałe drzewa, m.in. dąb o obwodzie 320 cm i sosna pomnikowa o obwodzie 250 cm. Nieco dalej – w odległości około 3 km na wschód stoi pomnikowa sosna o obwodzie 200 cm, która przetrwała klęskę strzygoni choinówki. Przy szosie w kierunku Drezdenka znajduje się kopalnia ropy naftowej i gazu ziemnego „Lubiatów”.